# Nicolás Lodeiro
Nicolás Lodeiro (Paysandú, 1989. március 21. –) uruguayi válogatott labdarúgó, az amerikai Houston Dynamo játékosa.
Lodeiro tehetséges szélső, fiatal kora ellenére a Nacional csapatában a meghatározó játékosok közé tartozik. Utánpótlás-válogatottként részt vett a 2009-es U20-as labdarúgó-világbajnokságon, ahol két gólt szerzett.

## Külső hivatkozások
- Játékosprofilja (spanyolul)
- Játékosprofilja Archiválva 2010. február 23-i dátummal a Wayback Machine-ben (angolul)